# Melilotato 3-monoossigenasi
La melilotato 3-monoossigenasi è un enzima appartenente alla classe delle ossidoreduttasi, che catalizza la seguente reazione:
3-(2-idrossifenil)propanoato + NADH + H+ + O2 ⇄ 3-(2,3-diidrossifenil)propanoato + NAD+ + H2O
L'enzima è una flavoproteina (FAD).